# Église San Biagio
Pour les articles homonymes, voir San Biagio.
L'église San Biagio Vescovo (Chiesa di San Biagio ou San Biagio dei Marinai ou dei Forni) est une église catholique de Venise, en Italie.

## Localisation
L'église San Biagio, dédiée à Saint Blaise, est située dans le sestiere de Castello, sur la riva San Biasio. L'église, bien que sur le territoire du Patriarcat de Venise, est rattachée à l'Ordinariat militaire d'Italie.